# Goudverbindingen
Goudverbindingen worden gebruikt in de geneeskunde als medicatie voor reumatische aandoeningen. Bij een groot deel van de patiënten (60-70%) geeft het aanzienlijke verbetering, maar is het vaak onvoldoende of geeft het veel bijwerkingen. Deze medicatie wordt pas toegepast na (onsuccesvolle) behandeling met NSAID's en DMARD's.

## Werking
De precieze werking van goudpreparaten is niet bekend. Volgens hypothesen werken deze preparaten door remming van macrofagen. De enzymen die door de macrofagen worden gemaakt, worden tegengewerkt en hierdoor wordt de keten van auto-immuunreacties (het immuunsysteem valt lichaamseigen materiaal aan) gebroken. 
Het onderdrukken van auto-immuunreacties door goudverbindingen is wel aangetoond. Ook de productie van reumafactor wordt geremd.
Bij ongeveer 15% van de patiënten treedt permanente of langdurige remissie op van de klachten. Bij 60-70% leidt het tot aanzienlijke verbetering. Echter, bij 30-40% moet de behandeling worden gestaakt wegens bijwerkingen of onvoldoende effect.

## Toediening
Goudpreparaten worden doorgaans door middel van injecties in één of meer aangedane gewrichten toegediend. Hierna dringen de goudverbindingen door in de weefsels. Met name het doordringen in de synovia (de slijmvliezen om de gewrichten), is van belang. De toediening kan ook oraal plaatsvinden.

## Indicaties
Behandeling met goudverbindingen is geïndiceerd bij patiënten met actieve reumatoïde artritis, die niet (voldoende) reageren op behandeling met NSAID's of DMARD's. Hierbij wordt gelet op zowel de klachten, zoals pijn en stijfheid, als op objectieve bevindingen, zoals bloedbezinking (meestal aangeduid als BSE) en de toestand van de gewrichten. Goudverbindingen helpen bij het verbeteren van zowel de subjectieve klachten als bij het verlagen van de BSE en ontsteking van de gewrichten.
Goudverbindingen worden verder ook toegepast bij juveniele idiopathische artritis, een heel agressieve vorm van artritis die bij jonge personen voorkomt, en bij arthritis psoriatica.

## Contra-indicaties
Goudpreparaten mogen niet worden gebruikt bij mensen met een van de volgende aandoeningen of stoornissen:
- Lever- of nierstoornissen
- Beenmergremming
- Recente bestraling
- Toxische reacties op goud in het verleden

Goudpreparaten mogen ook niet worden gebruikt tijdens de zwangerschap.

## Interacties met andere geneesmiddelen
Gebruik van goudverbindingen tegelijkertijd met penicillamine, immunosuppressiva en pyrazolinderivaten kan leiden tot verergering van bijwerkingen als ernstige beenmergremming. Gelijktijdig gebruik met malariamiddelen geeft een verhoogde kans op dermatitis (huidontsteking).

## Bijwerkingen
De bijwerkingen van goud zijn vrij ernstig en komen vaak voor. Ongeveer 30-40% van de patiënten die hiermee worden behandeld, moeten de behandeling laten stopzetten wegens de bijwerkingen. De mortaliteit van goudverbindingen is relatief zeer hoog: 0,4%. Dit is vrijwel altijd het resultaat van beenmergremming. Andere bijwerkingen zijn vaak reversibel:
- Huid- en slijmvliesafwijkingen
- Tekort aan bloedplaatjes (trombocytopenie) en/of witte bloedcellen (leukopenie)
- Albuminurie (aanwezigheid van albumine in de urine)

In mindere mate kunnen ook complicaties als hepatitis, polyneuropathie en diffuse longinfiltraten optreden.